# MOS 65xx
De MOS 65xx is een reeks (familie) van 8-bit microprocessors die door het Amerikaanse MOS Technology ontwikkeld waren op basis van de in 1975 door Motorola op de markt gebrachte 6800-processor. De bekende MOS 6502 maakt ook deel van deze familie uit en werd onder meer toegepast in homecomputers als de Commodore PET en VIC-20 maar ook in Apples Apple II, Atari 800 en Acorns BBC Micro.
De populaire Commodore 64 bevatte een gemodificeerde 6502-processor, namelijk de 6510.

## Bron
Dit artikel was oorspronkelijk gebaseerd op materiaal afkomstig van de Free On-line Dictionary of Computing en is vrijgegeven onder de GFDL-licentie.